# Thebäerstraße (Trier)
Die Thebäerstraße ist eine Straße in Trier im Stadtteil Nord. Sie verläuft als Verlängerung der Göbenstraße ab der Ecke Moltkestraße bis zur Balthasar-Neumann-Straße.
Der Name der Straße erinnert an die Thebäische Legion, aus der viele Trierer 286 den Märtyrertod fanden.
Die Straße verläuft heute teilweise auf dem Verlauf der ehemaligen Maximiner Allee. Der nördliche Abschnitt wurde früher auch „Schöndorfer Straße“ genannt.
In der Straße befinden sich sieben Kulturdenkmäler, darunter die Pfarrkirche St. Paulin. Die meisten Gebäude sind im klassizistischen und historistischen Stil angelegt.

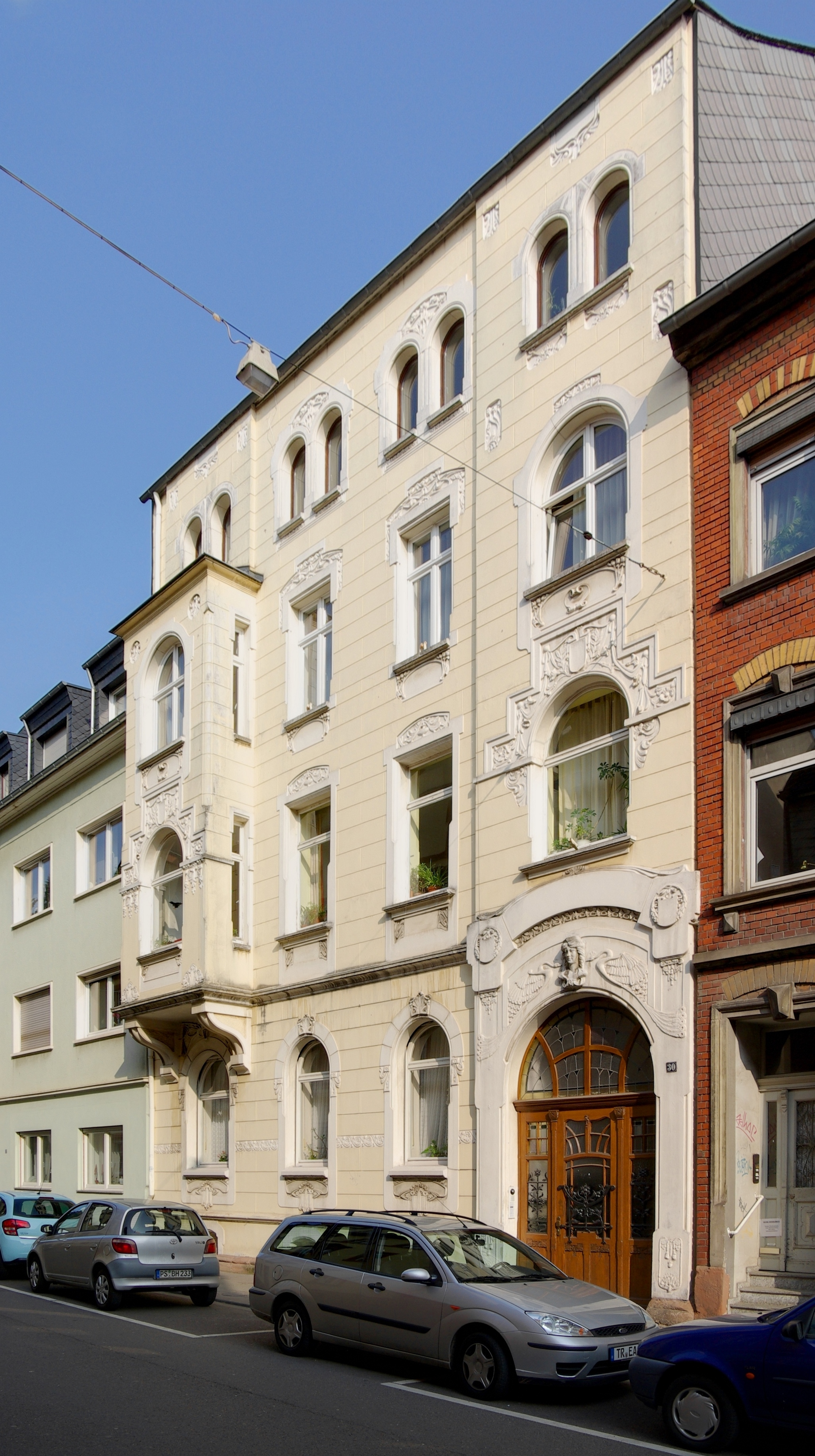
Thebäerstraße 30: repräsentatives späthistoristisches viergeschossiges Etagenmietshaus mit Jugendstilfassade, 1904
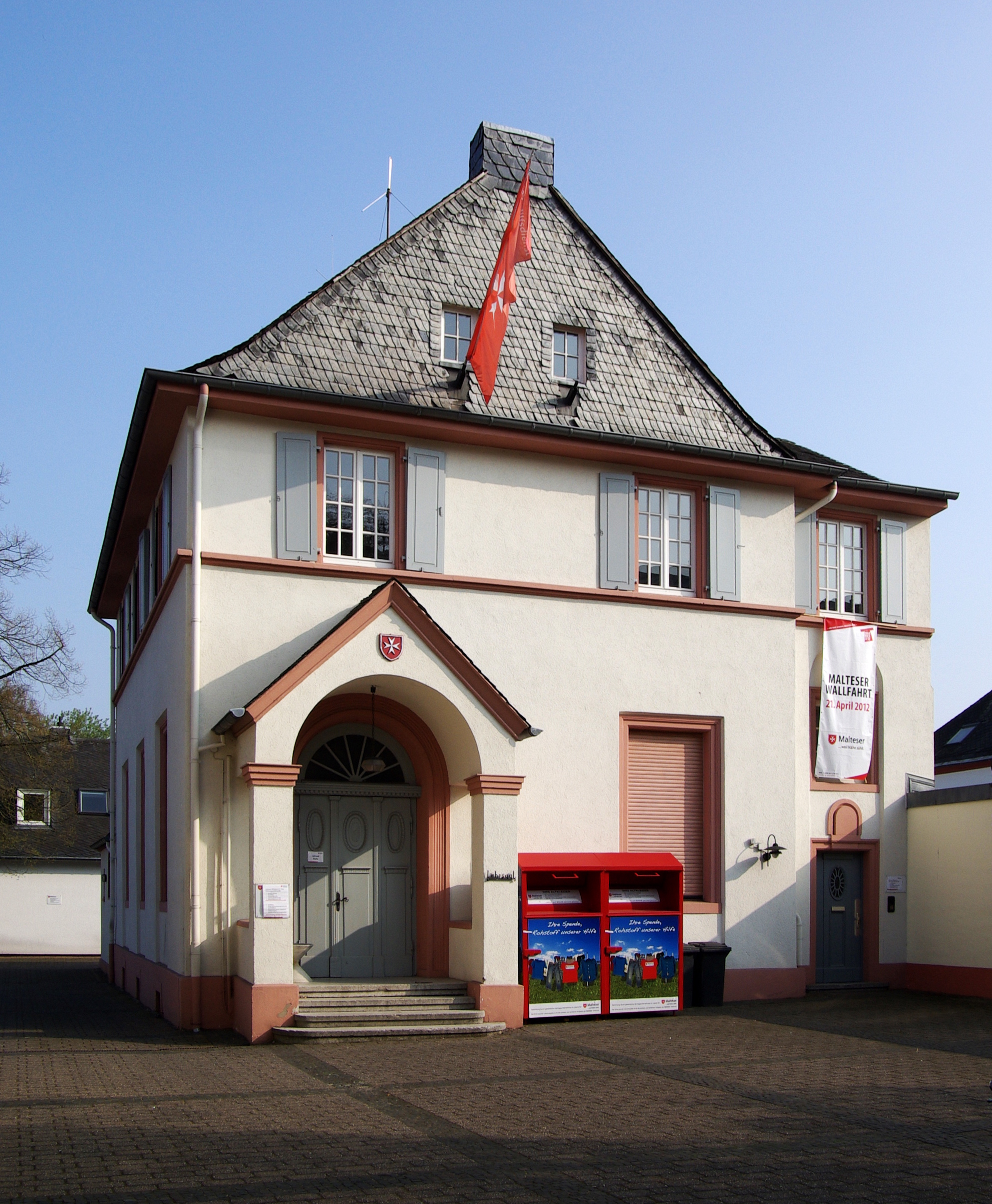
Thebäerstraße 44: vom Heimatstil beeinflusster klassizistischer Putzbau, kurz vor 1914
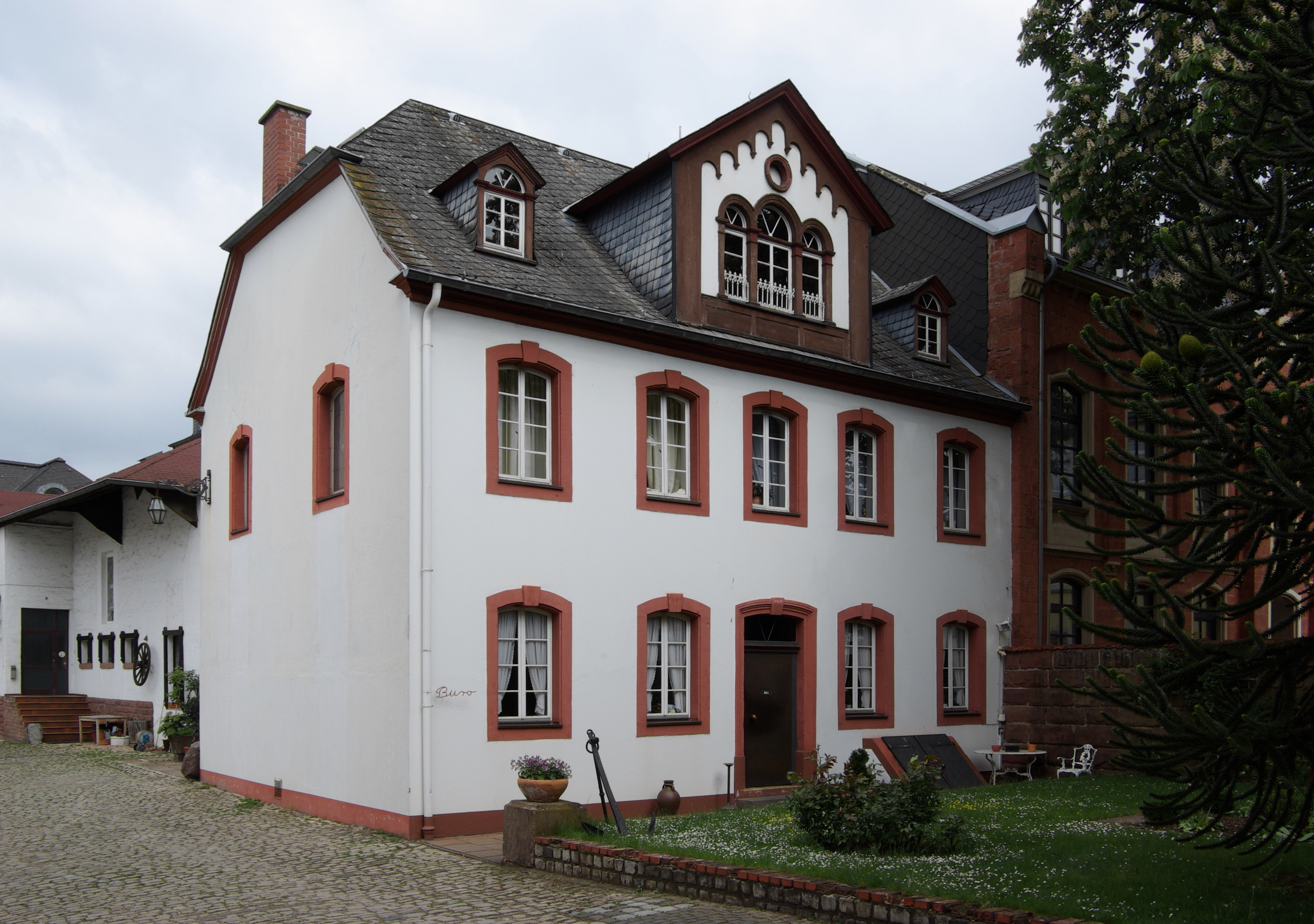
Thebäerstraße 49: ehemalige Kurie des Stifts St. Paulin; fünfachsiger barocker Krüppelwalmdachbau, bezeichnet 1768, Zwerchhaus wohl kurz nach der Mitte des 19. Jahrhunderts.
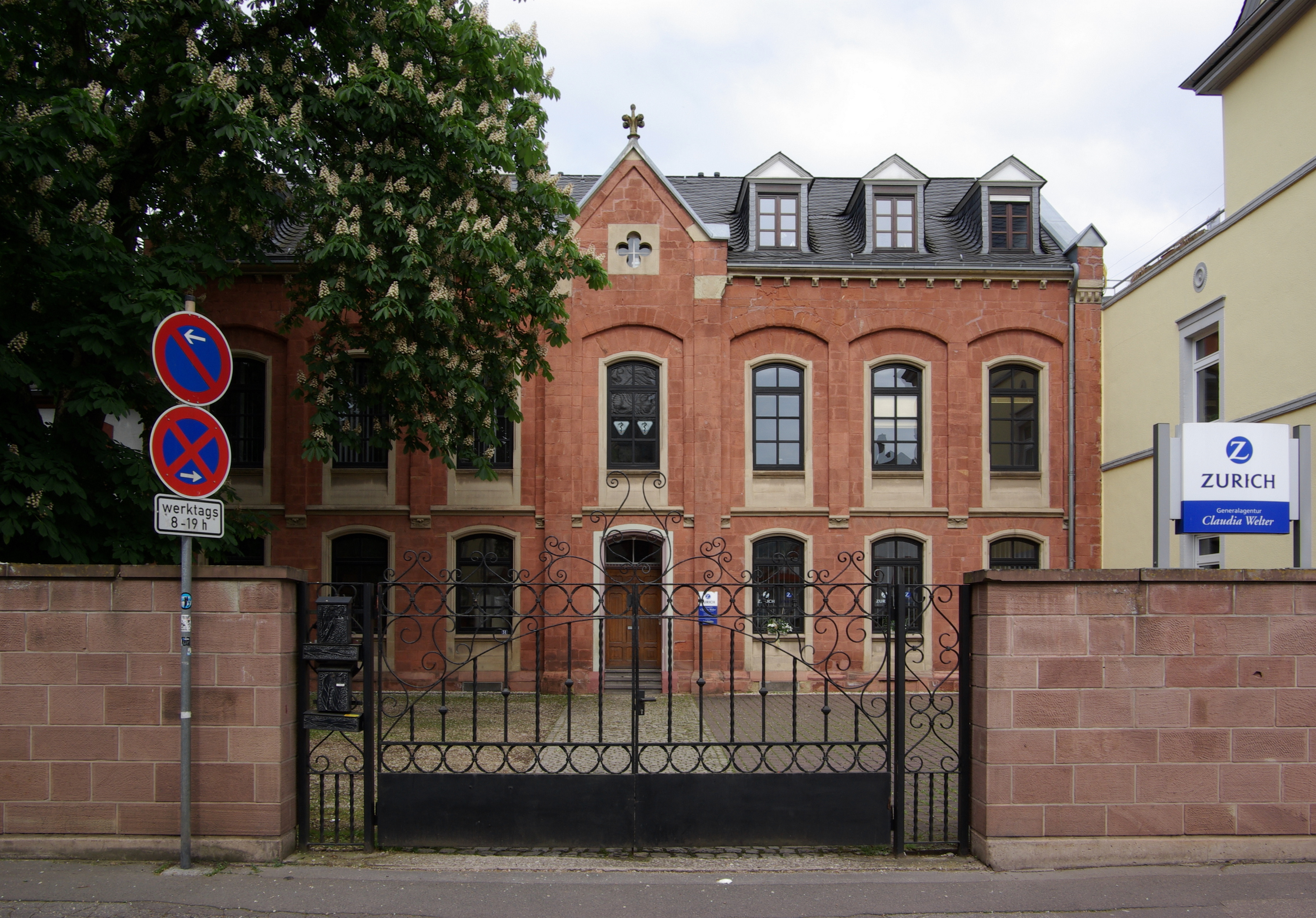
Thebäerstraße 51: ehemaliges Schulhaus des Vororts St. Paulin; siebenachsiger sogenannter Rohbau: Stichbogenfenster und Brüstungsfelder hell abgesetzt vom kleinteiligen Sandsteinquadermauerwerk, 1872, Architekt A. Massing, 1884 verlängert
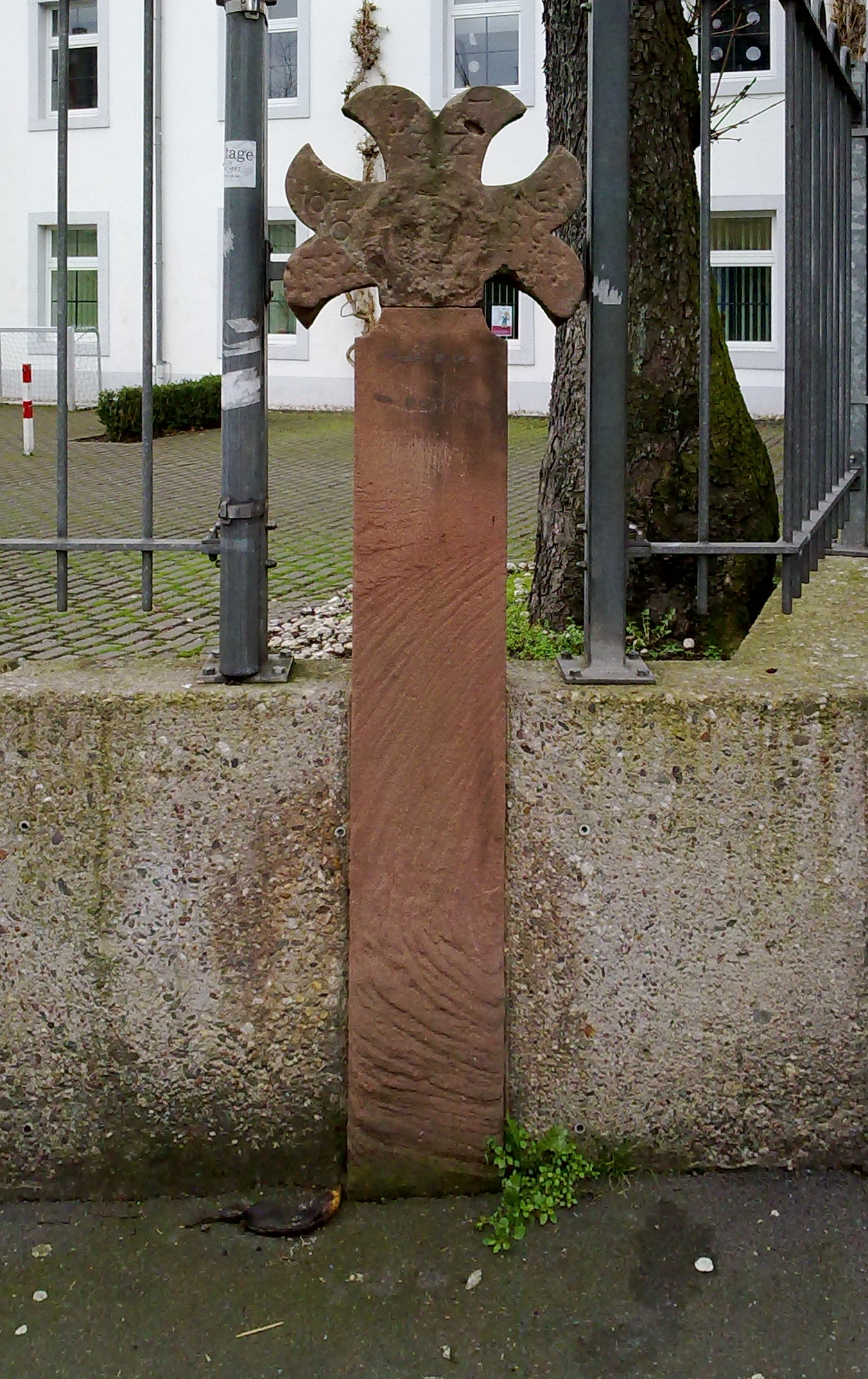
Thebäerstraße/Ecke Schöndorferstraße, ehemaliges Grabkreuz, Rotsandstein, bezeichnet 1732 (Schaft erneuert)